# Пјане (Торино)
Пјане је насеље у Италији у округу Торино, региону Пијемонт.
Према процени из 2011. у насељу је живело 139 становника. Насеље се налази на надморској висини од 285 м.